# Strajk polskich rzemieślników w Jamestown w 1619 roku
Strajk polskich rzemieślników w Jamestown w 1619 roku (ang. Jamestown Polish craftsmen's strike of 1619) – pierwszy w historii Ameryki Północnej strajk robotniczy i polityczny.

## Tło
Osada Jamestown powstała w 1607 roku. Kapitan John Smith, przywódca kolonii Wirginii, stał na stanowisku, że kolonia musi wytwarzać nie tylko produkty dla zapełnienia własnych potrzeb, ale także dobra na sprzedaż. Ponieważ była ona bogata w drzewa sosnowe, które mogą być wykorzystane do produkcji smoły i żywicy, poszukiwano doświadczonych pracowników, smolarzy. Smith przebywał na terenie Polski kilka lat wcześniej, wracając z niewoli tureckiej, do której dostał się w 1602 roku. Po objęciu władzy nad kolonią we wrześniu 1608 r., w imieniu Wirgińskiej Kompanii Londyńskiej, werbował rzemieślników wykwalifikowanych w produkcji tych dóbr i obróbce szkła. Zbudowany wówczas piec do produkcji szkła stał się pierwszym zakładem przemysłowym w Ameryce.
Pierwsza grupa polskich rzemieślników przybyła do Jamestown w Wirginii 1 października 1608 roku, w rok po założeniu tej pierwszej osady kolonistów angielskich na statku Mary and Margaret, dwanaście lat przed tzw. „Pielgrzymami”, którzy dotarli do Massachusetts w 1620 roku, początkowo w liczbie pięciu osób. Byli to Michał Łowicki, Zbigniew Stefański, Jan Bogdan, Jan Mata i Stanisław Sadowski. Prawdopodobnie ludzie ci byli związani umową, która w zamian za transport do Ameryki zobowiązywała ich do pracy w kolonii przez określoną liczbę lat. Polacy uruchomili hutę szkła i manufaktury dziegciu, smoły, potażu i lin okrętowych. Ich kwalifikacje były na tyle wysokie, że zajmowali się także nauczaniem zawodu.
W tym okresie kolonia rozrastała się, osiągając liczbę 1000 mieszkańców.

## Strajk
Strajk wybuchł 30 lipca 1619 roku i polegał na odmowie pracy oraz zamknięciu należących do nich zakładów. Przyczyną była decyzja ówczesnego gubernatora, który w przygotowywanych wyborach do nowo utworzonego Zgromadzenia Ogólnego Wirginii prawo głosu przyznał wyłącznie kolonistom pochodzenia angielskiego. Liczba kolonistów z Polski była wówczas niewielka i sięgała 50 osób, jednak kontrolowali oni przemysł kolonii. Ta odmowa pracy była pierwszym w angielskiej kolonii i pierwszym w Ameryce Północnej strajkiem robotniczym.
Spór został szybko zażegnany, a żądania polskich robotników spełnione. 31 lipca 1619 uzyskali oni równość praw wyborczych. Z zapisu w księdze sądowej wynika, że polscy rzemieślnicy mieli także przyjąć pewną liczbę młodych ludzi na naukę zawodu.
Po zakończeniu kontraktu Polacy wrócili do Europy i osiedlili się w Niderlandach i Polsce.